# فرودگاه بین‌المللی پنوم‌پن
 فرودگاه بین‌المللی پِنوم‌پِن (به انگلیسی: Phnom Penh International Airport) یک فرودگاه همگانی و نظامی با کد یاتا PNH است که یک باند فرود آسفالت دارد و طول باند آن ۳۰۰۰ متر است. این فرودگاه در شهر پنوم‌پن کشور کامبوج قرار دارد و در ارتفاع ۱۲ متری از سطح دریا واقع شده است.